# Wilhelm von Freytag
Heinrich Wilhelm von Freytag (né le 17 mars 1720 à Estorf et mort le 2 janvier 1798 à Hanovre) était un officier au service de l'électorat de Hanovre. Il fut pendant la guerre de la Première Coalition feld-maréchal et commandant des troupes hanovriennes en Flandres. Il est blessé au fusil à Hoondshoote[réf. nécessaire].